# Eristalis flava
Eristalis flava är en tvåvingeart som beskrevs av Sack 1926. Eristalis flava ingår i släktet slamflugor, och familjen blomflugor. Inga underarter finns listade i Catalogue of Life.